# Walter Gorenflos
Walter Gorenflos (* 20. August 1928 in Bötzingen; † 21. September 2017) war ein Diplomat, der für die Bundesrepublik Deutschland zwischen 1968 und 1970 Botschafter in Obervolta sowie von 1984 bis 1987 Botschafter in Brasilien war.

## Leben
Walter Gorenflos studierte Theologie, Philosophie, Rechtswissenschaft an den Universitäten in Basel und Erlangen sowie in den Vereinigten Staaten und graduierte in Rechtswissenschaften an der Ruprecht-Karls-Universität Heidelberg. 1954 absolvierte er die erste juristische Staatsprüfung. Am 18. Juli 1957 schloss er dort seine Promotion zum Dr. jur. mit der Dissertation Die internationale Funkwellenverteilung als Rechtsproblem ab. 1958 absolvierte er die zweite juristische Staatsprüfung und war als Gerichtsassessor tätig.
Er begann den Vorbereitungsdienst für den höheren Auswärtigen Dienst und war nach dessen Abschluss an verschiedenen Auslandsvertretungen sowie im Auswärtigen Amt in Bonn tätig. Als Legationsrat und danach als Legationsrat Erster Klasse war er 1967 Referent sowie stellvertretender Referatsleiter in der Ostabteilung des Auswärtigen Amtes. Er war als solcher Mitarbeiter des damaligen Referatsleiters Erwin Wickert und führte mit diesem sowie mit dem Leiter des Referats Völkerrecht der Rechtsabteilung, Horst Blomeyer-Bartenstein, 1967 Gespräche über die Aufnahme diplomatischer Beziehungen mit der Tschechoslowakei. Danach wurde er am 9. Mai 1968 zum Botschafter der Bundesrepublik Deutschland in Obervolta und verblieb auf diesem Posten bis 1970. Sein dortiger Nachfolger wurde 1971 Michael Schmidt.
Nach weiteren Verwendungen an Auslandsvertretungen sowie in der Zentrale des Auswärtigen Amtes wurde Gorenflos Leiter der Unterabteilung Vereinte Nationen im Auswärtigen Amt, ehe er 1980 als Nachfolger von Andreas Meyer-Landrut im Range eines Ministerialdirektors Leiter der für die „Dritte Welt“ zuständigen Politischen Abteilung im Auswärtigen Amt wurde. In dieser Funktion begleitete er 1981 Bundespräsident Karl Carstens zusammen mit dem Vortragenden Legationsrat Erster Klasse, Berthold von Pfetten-Arnbach, Leiter des Referats für Indien im Auswärtigen Amt, sowie anderen hochrangigen Beamten bei einem Staatsbesuch in Indien.
Im Dezember 1982 bestellte er den israelischen Botschafter in Deutschland, Jitzhak Ben-Ari, nachdem dieser die Nahost-Politik der Bundesregierung kritisiert hatte. Ben-Ari verwahrte sich öffentlich gegen „derartig eilfertige Hofierungen der PLO“ und führte weiter aus, wenn Bonner Politiker „praktisch aus dem Handgelenk“ die Selbstbestimmung der Palästinenser befürworteten, müsse man als Israeli fragen, „ob der Ostblock schon mit den Arabern über die Selbstbestimmung der Deutschen in der DDR verhandelt hat“.
Zuletzt befasste er sich als Leiter der Politischen Abteilung Dritte Welt auch mit dem Status des iranischen Sonderbotschafters Sadegh Tabatabai. Dieser war zu der Zeit mit der Beschaffung von Rüstungsgütern betraut und als Sonderbotschafter der iranischen Regierung auf Auslandsreisen. In diesem Zusammenhang war er in Deutschland 1982 und 1983 in Skandale um Waffenhandel und Drogenschmuggel verwickelt. 1982 zog sich Tabatabai nach eigenen Aussagen aus der Politik zurück, wurde aber am 8. Januar 1983 mit 1,65 Kilogramm Rohopium in seinem Koffer am Düsseldorfer Flughafen von Zollbeamten festgehalten und auf Kaution freigelassen. Sein Status als Sonderbotschafter wurde auch 1983 von der iranischen Regierung bestätigt. Zum juristischen Hintergrund siehe Hauptartikel Diplomatenstatus.
1984 wurde Walter Gorenflos als Nachfolger von Franz Jochen Schoeller Botschafter in Brasilien. Er übte dieses Amt bis 1987 aus und wurde durch Heinz Dittmann abgelöst. Kurz vor seinem Amtsantritt musste die Staatsanwaltschaft Düsseldorf das Ermittlungsverfahren 810 Js 294/83 gegen ihn wegen Verdachts auf Strafvereitelung einstellen, weil Bundesaußenminister Hans-Dietrich Genscher entscheidende Schriftstücke im Fall Tabatabei nicht herausgeben ließ.
Danach wurde er 1987 Chefinspekteur des Auswärtigen Amtes und führte in dieser Funktion 1989 Untersuchungen gegen den damaligen Generalkonsul in Mailand, Manfred Steinkühler. Dieser hatte sich vor dem Volkstrauertag 1988 geweigert, den etwa 22.000 auf dem deutschen Soldatenfriedhof Costermano in der Provinz Verona begrabenen deutschen Soldaten die Ehre zu erweisen, wenn nicht die Gebeine der drei SS-Leute Franz Reichleitner, Christian Wirth und Gottfried Schwarz aus dem Friedhof entfernt würden; als Kompromiss wurden die Namen der drei getöteten SS-Leute aus dem „Ehrenbuch“ des Friedhofs getilgt und ihre Dienstgrade auf den Grabsteinen entfernt.
Walter Gorenflos starb am 21. September 2017 und wurde am 29. September 2017 auf dem Poppelsdorfer Friedhof in Bonn bestattet.

## Schriften
- Die internationale Funkwellenverteilung als Rechtsproblem, Dissertation Universität Heidelberg, 1957
- Keine Angst vor der Völkerwanderung, Hamburg 1995, ISBN 3-88022-371-8